# Gandaric

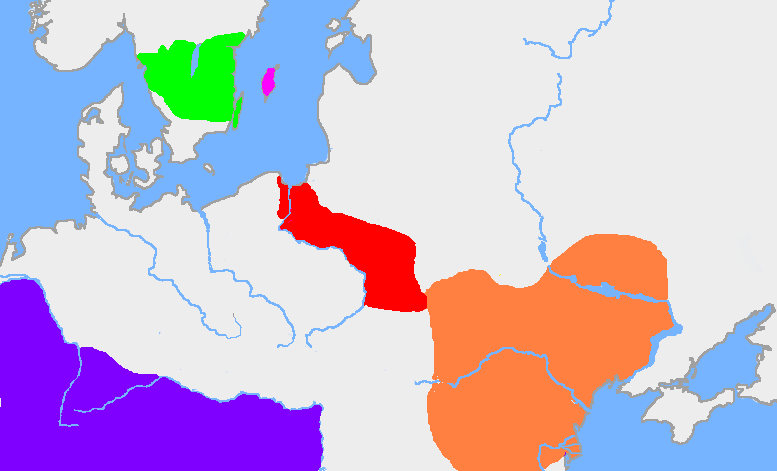
La culture de Wielbark, représentée en rouge, correspond à la Gothiscandza.

Gandaric, Gandarich, Gandarig ou Gadarig, dit « Gandaric le Grand », est un roi légendaire des Goths cité brièvement par Jordanès dans son Histoire des Goths.
Quatrième roi goth depuis Berig, il règne en Gothiscandza (de) (en actuelle Pologne).
Il est le père de Filimer qui lui succéda.

## Sources primaires
- Jordanès, Histoire des Goths, IV.